# Nothapodytes montana
Nothapodytes montana är en järneksväxtart som beskrevs av Carl Ludwig von Blume. Nothapodytes montana ingår i släktet Nothapodytes och familjen Stemonuraceae. Inga underarter finns listade i Catalogue of Life.